# Traktat pokojowy izraelsko-egipski
Traktat pokojowy izraelsko-egipski (arab. ‏معاهدة السلام المصرية الإسرائيلية‎, Mu'ahadat as-Salam al-Masrija al-Israjlijja; hebr. ‏הסכם שָׂלוֹם יִשְׂרָאֵל-מִצְרַיִם‎, Heskem Salom Jisra'el-Micrajim) został podpisany przez egipskiego prezydenta Anwara Sadata i izraelskiego premiera Menachema Begina w Waszyngtonie (Stany Zjednoczone) w dniu 26 marca 1979. Był to wynik procesu pokojowego i Porozumień Camp David. Zakończył on serię wojen izraelsko-egipskich, które rozpoczęły się w 1948 od I wojny izraelsko-arabskiej. W wyniku zawarcia traktatu pokojowego Izrael wycofał swoje wojska i cywili z Półwyspu Synaj, który zajął podczas wojny sześciodniowej 1967. Traktat gwarantował prawo swobodnej żeglugi dla izraelskich statków przepływających przez Kanał Sueski, Zatokę Akaba, Cieśninę Tirańską i wody międzynarodowe.
Egipt był pierwszym arabskim państwem, które uznało fakt istnienia państwa żydowskiego w Palestynie i zawarło traktat pokojowy z Izraelem. W 1994 podobny pokój zawarła Jordania.
Dzięki zawartemu traktatowi, Siły Obronne Izraela obniżyły poziom gotowości bojowej na południu kraju. Przez następne lata na granicy izraelsko-egipskiej utrzymywał się „zimny pokój”. 27 maja otworzono granicę egipsko-izraelską, a 30 kwietnia pierwszy izraelski frachtowiec swobodnie przepłynął przez Kanał Sueski. Jednak pełna normalizacja stosunków izraelsko-egipskich nastąpiła dopiero w lutym 1980, kiedy oba państwa wymieniły się ambasadorami. W marcu 1980 uruchomiono regularne połączenia lotnicze.